# Зерновое (Харьковская область)
Зерновое (укр. Зернове) — посёлок, 
Кулиничёвский поселковый совет,
Харьковский район,
Харьковская область.
Код КОАТУУ — 6325157307. Население по переписи 2001 года составляет 98 (50/48 м/ж) человек.

## Географическое положение
Посёлок Зерновое находится между реками Немышля (2 км) и Роганка (3 км).
На расстоянии в 1 км расположен посёлок Благодатное.

## История
- 1948 — дата основания.